# Chamaeleo sternfeldi
Chamaeleo sternfeldi este o specie de cameleon din genul Chamaeleo, familia Chamaeleonidae, ordinul Squamata, descrisă de Rand 1963. Conform Catalogue of Life specia Chamaeleo sternfeldi nu are subspecii cunoscute.